# Kihlbergsgården

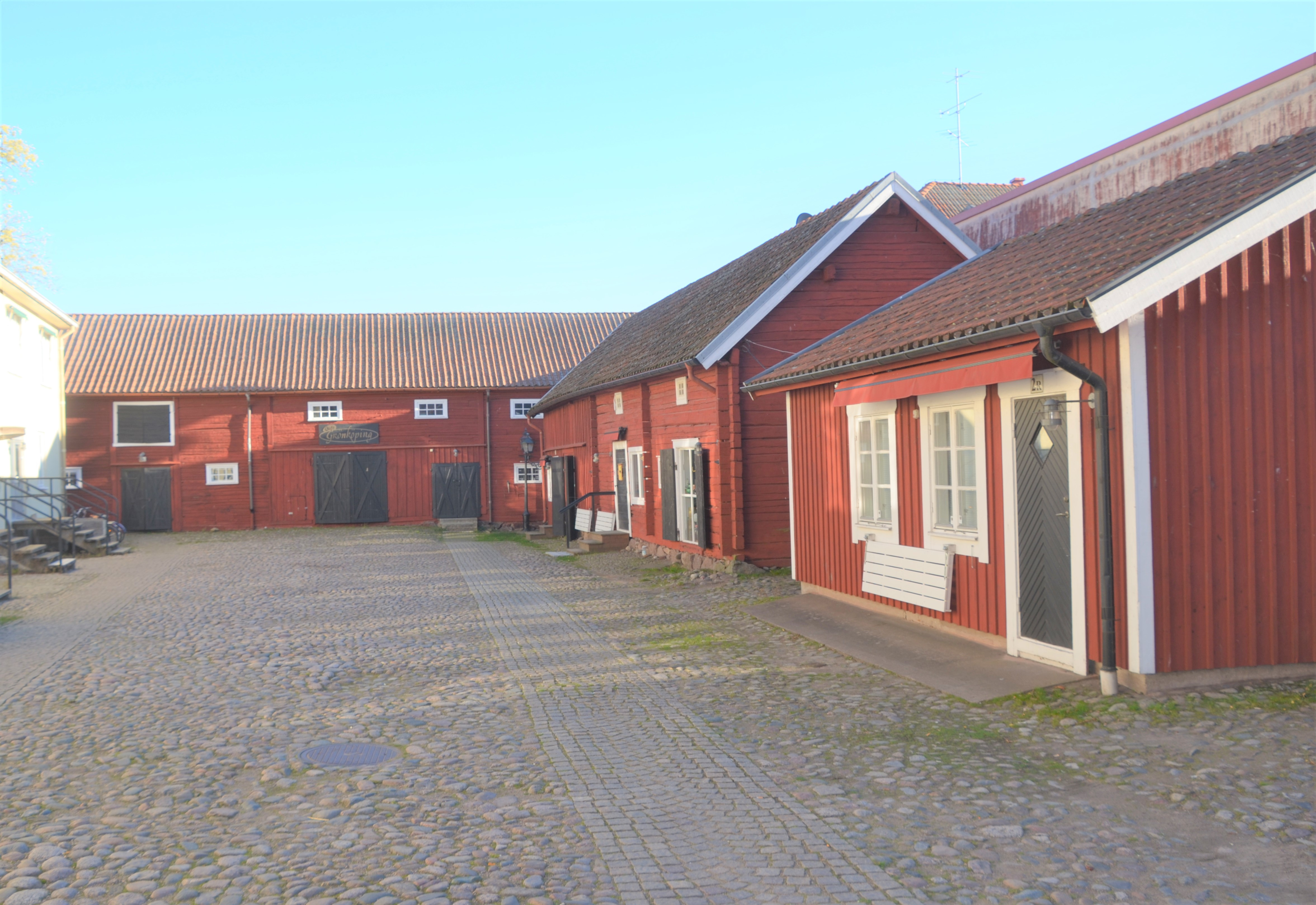
Kihlbergsgårdens innergård

Kihlbergsgården, tidigare Fotagården, är en byggnad i Hjo. Det ligger på en långsmal tomt på östra sidan av Stora Torget, som sträcker sig ner till Vättern.
Kihlbergsgården är en av Hjos få äldre handelsgårdar och blev på 1800-talet stadens största köpmannagård, med specerihandel. Bostadshuset uppfördes 1847. De faluröda magasinen är troligen från sent 1700-tal eller tidigt 1800-tal. På gården finns också en tvåvånings gårdslänga från 1930-talet.
Järnhandlaren Emil Synnergren köpte gården i slutet 1870-talet och flyttade 1880 sin järnaffär dit från Sandtorget. År 1884 övertog August Källmark fastighet och järnhandel. Efter dennes död 1901 tog Källmarks systerson Joseph Kihlberg över järnhandeln och fastigheten och drev rörelsen tillsammans med Källmarks änka under namnet "Kihlberg & Källmark Järnhandel". Han expanderade verksamheten till att också omfatta grosshandel och den mekaniska verkstaden och häftklammertillverkaren Josef Kihlberg AB. Järnaffären slog igen 1968.
I gårdens olika byggnader har också funnits bland annat specerihandel, blomsterhandel, kontor, urmakeri och optiker. Idag finns restaurang i gatuhuset och i det större magasinet på gården.